# Martina Schwarz
Martina Schwarz (* 1. September 1960 in Parchim, geboren als Martina Schmidt) ist eine ehemalige deutsche Volleyball- und Beachvolleyballspielerin.

## Sportliche Karriere Halle
Martina Schwarz spielte seit 1974 Volleyball beim SC Traktor Schwerin, mit dem sie sieben Mal DDR-Meister wurde. Mit der DDR-Nationalmannschaft gewann sie 1980 bei den Olympischen Spielen in Moskau die Silbermedaille und wurde 1983 im eigenen Land Europameister. Nach der Wende in der DDR spielte die Zuspielerin in der Bundesliga bei der VG Alstertal-Harksheide und ab 1996 beim 1. VC Norderstedt.
Mit ihren Mannschaftskameradinnen wurde sie 1980 für den Gewinn der Silbermedaille bei den Olympischen Spielen mit dem Vaterländischen Verdienstorden in Bronze ausgezeichnet.

## Sportliche Karriere Beach
Martina Schwarz spielte im Sand ab 1992 an der Seite von Beate Paetow und wurde gleich in ihren ersten beiden Jahren Deutsche Meisterin.

## Privates
Martina Schwarz war mit Detlef Schwarz verheiratet. Aus der später geschiedenen Ehe stammt Sohn Christoph, der ebenfalls Volleyball- und Beachvolleyballspieler wurde.